# Сухие леса Халиско

Сухие леса Халиско на карте Северной Америки

Сухие леса Хали́ско — экорегион тропических сухих широколиственных лесов на юго-западе Мексики.

## География
Сухие леса Халиско занимают прибрежные низменности и предгорья штатов Наярит, Халиско, Колима и Мичоакан. Экорегион в основном расположен недалеко от побережья. На западе и юге омывается Тихим океаном, острова Лас-Трес-Мариас у западного побережья Наярита тоже входят в состав данного экорегиона.
На территории экорегиона находятся такие города, как Пуэрто-Вальярта, Мансанильо и Колима.

## Климат
Сухие леса Халиско расположены в тропическом поясе. Здесь сравнительно дождливо, резкие различия в количестве осадков на наветренных и подветренных склонах. Осадков выпадает в среднем 730—1200 мм в год, в основном в сезон дождей с июня по октябрь

## Флора
Основной растительностью в экорегионе являются сухие тропические леса. Многие деревья теряют листья во время зимнего сухого сезона. Зрелые леса имеют многослойную структуру, со средним слоем деревьев высотой 15—20 метров и верхним слоем высотой 20—30 метров. Слои характеризуются различными видами, среди которых Astronium graveolens, Bernoullia flammea, Sideroxylon chrysagineum, Bursera arborea, Calophyllum brasiliense, Dendropanax arboreus, Ficus cotinifolia и Swietenia humilis в среднем слое, а также Cordia alliodora, Croton pseudoniveus, Lonchocarpus lanceolatus, Trichilia trifolia и Caesalpinia eriostachys в верхнем слое. Распространены столбчатые и древовидные кактусы, в том числе Opuntia excelsa и виды Pachycereus, Stenocereus и Cephalocereus. В подлеске распространены лианы, эпифитов немного. Пальмовые леса Attalea guacuyule встречаются вдоль тихоокеанского побережья.
Сухие леса Халиско являются одними из самых разнообразных в неотропике, насчитывая около 1200 видов растений, из которых 16 % являются эндемичными. Magnolia vallartensis — эндемичное дерево, находящееся под угрозой исчезновения, которое произрастает во влажных галерейных лесах вдоль рек вокруг Пуэрто-Вальярты.

## Фауна
Из 724 видов позвоночных, обитающих в экорегионе, 233 (то есть 29 %), являются эндемичными.
20 % видов млекопитающих являются эндемиками экорегиона, а 27 % находятся под угрозой исчезновения. Эндемичные виды включают пустынную бурозубку, бананового листоноса, Osgoodomys banderanus, Hodomys alleni, Xenomys nelsoni.
Обитает 300 видов птиц. Существует несколько почти эндемичных видов, в том числе мексиканский воробьиный попугайчик, ваглерова чачалака (Ortalis wagleri) и акапульская чёрно-синяя сойка (Cyanocorax sanblasianus). 55 % видов птиц являются круглогодичными обитателями, а 45 % являются зимними мигрантами из неарктики.
51 % видов рептилий и 58 % земноводных являются эндемичными.

## Охраняемые территории
В настоящее время 9 % территории экорегиона находится на охраняемых территориях. Оценка 2017 года показала, что 1713 км², или 7 %, экорегиона находятся в охраняемых районах, и примерно 29 % незащищенной территории все ещё покрыто лесами. Охраняемые территории включают биосферный заповедник Чамела-Куишмала, биосферный заповедник Ислас-Мариас, биосферный заповедник Сьерра-де-Сан-Хуан, биосферный заповедник Сьерра-де-Вальехо, биосферный заповедник Сьерра-де-Манантлан и национальный район Куэнка-Алиментадора-дель-Риего.